# Robert Delaunay
Robert Delaunay (Párizs, 1885. április 12. – Montpellier, 1941. október 25.) francia festő, az orfizmus vezéralakja.

## Élete, munkássága
Delaunay 1885-ben született Párizsban, földbirtokos és akadémikus festő nagybátyja nevelte. 1902-ben engedélyt kapott családjától arra, hogy abbahagyja tanulmányait, és két éven át egy belleville-i színház díszletfestő műhelyében dolgozott. 1904-ben egy bretagne-i utazás során festette első impresszionista tájképeit. Később elvetette a hagyományos technikákat, és a fauvizmus hatása alá került. Ezt követően Seurat és Signac pointillista stílusa fogta meg. Ez a technika vitte a színek felbontásának és dinamikájának vizsgálatához, amelynek során Michel-Eugène Chevrul tudományos munkáit is tanulmányozta. Festményein élesen felrakott színfoltok jelezték ezt az irányt. 1906-ban festett „Manége de Cochons” című képén már megjelent a rá később oly jellemző kör-ritmusba szervezett konstrukció.
1907-ben, katonai szolgálatának letöltés után Cézanne, majd Picasso és Braque műveit tanulmányozta. Ezek hatására 1908-ban eljutott a formák geometrikus leegyszerűsítéséhez, s olyan modelláláshoz, amely nagyon közel járt a kubizmushoz. Barátságot kötött a vámos Rousseau-val, akinek a színvilága elbűvölte. Hatására ő is festett természet után növény- és levéltanulmányokat. 1909-ben sorozatot festett a Saint-Séverin székesegyházról, ahol a fény és a színek festményeken elérhető hatását vizsgálta (mint korábban Monet a rouen-i katedrálisról készített képein). 1910-ben találkozott Szonja Terk, orosz festőnővel, akit feleségül vett. Stílusuk erősen hatott a másikra, munkásságuk egymással párhuzamosan fejlődött a továbbiakban. Delaunay ebben az időben csatlakozott a kubizmushoz, „Város” című festménye, majd Eiffel-torony-kompozíciói sorolhatók ebbe az irányzatba. 1912-es „Párizs városa” című képén már ismét a fény és a szín foglalkoztatta. A képet a Salon des Indépendants-on állította ki, és Guillaume Apollinaire a Szalon legjelentősebb művének nevezte. Nevezetes, szinte stílusteremtő műve ugyanebből az évből az „Ablakok”, amelyen a ritmikusan felrakott színek adnak sajátos dinamizmust a képnek. Apollainaire ennek hatására írta Ablakok című versét, amelyet Delaunay-nak ajánlott. Ő nevezte a festő stílusát orfizmusnak. Ennek a stílusnak a végsőkig való elvitele, a tárgy nélküli „tiszta” festészet iránti törekvés nyilvánul meg a „Korongok” és a „Kozmikus körformák” című alkotásain. Eredményei és elméleti írásai révén nagy tekintély övezte, fiatal festők közeledtek hozzá (pl. Franz Marc, August Macke). Kandinszkij is meg- és elismerte, és meghívta a Der Blaue Reiter müncheni kiállítására, amelyen nagy visszhangot váltott ki műveivel (hatása itt jelentősebb volt, mint Párizsban). Ennek a csoportnak a tagjai az elkövetkező években is közel álltak hozzá mind személyes, mind művészi szempontból, de Delaunay-t nem tekinthetjük a csoport tagjának, hanem orfikus kubistának.
Az I. világháború idején Spanyolországban és Portugáliában élt. Itteni festményein bizonyos tárgyszerűség is felfedezhető (csendéletek). A háború után ismét Eiffel-tornyot festett (kedves témáját), majd a 20-as években elkészítette „Futók” című sorozatát. Az 1937-es párizsi világkiállítás kapcsán – Soniával együtt – hatalmas munkába fogott: egy 780 m²-es alkotást készített a Légi pavilonba, és tíz, szintén hatalmas színes domborművet a Vasút pavilonba. Utolsó éveiben már súlyos beteg volt, 1938-ban festette utolsó „Ritmus”-át, ezután összerendezte régebbi írásait, új írásaiban pedig kutatási eredményeit foglalta össze. Montpellier-ben halt meg 1941-ben.

## Művészete

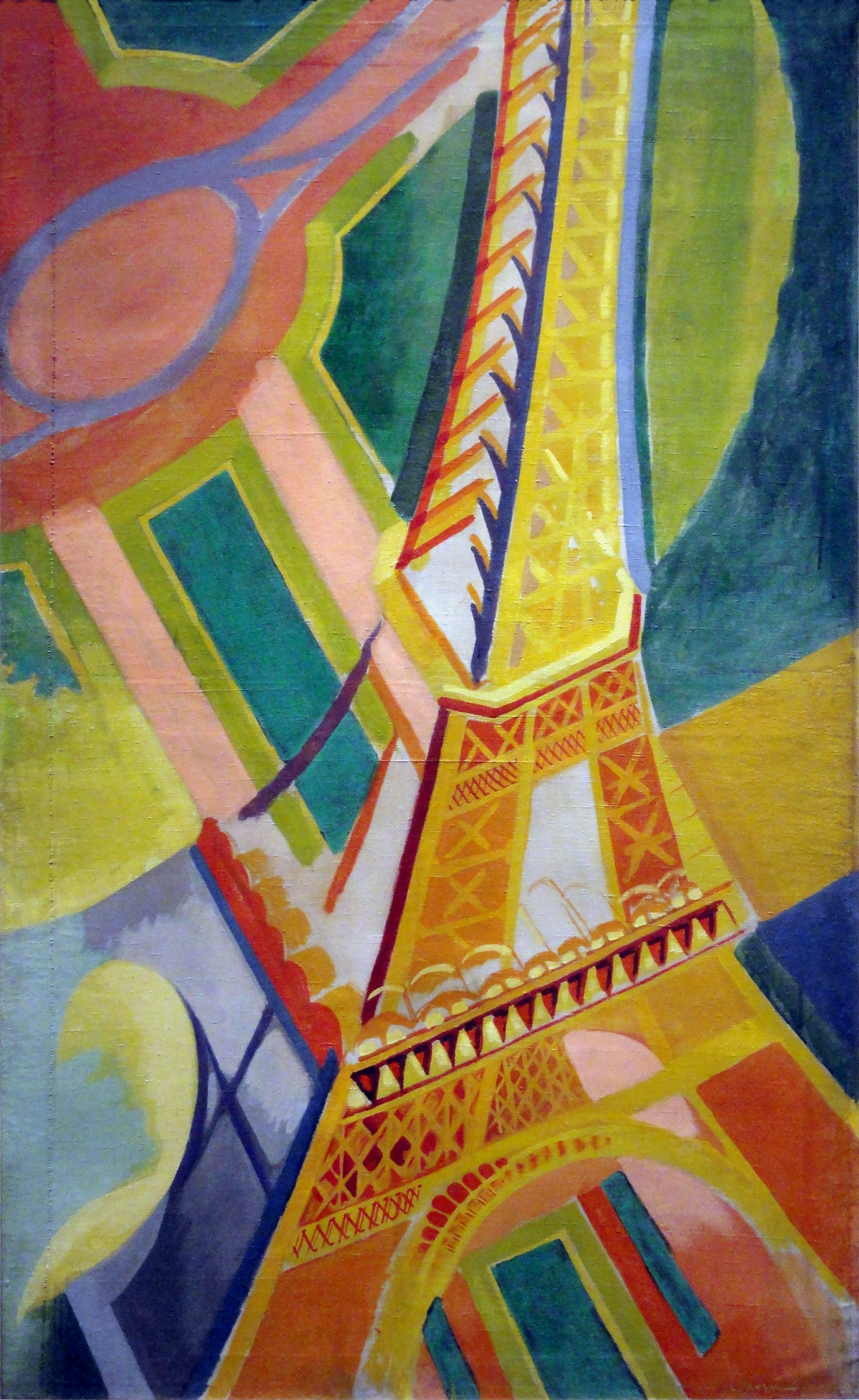
Eiffel-torony (1926)
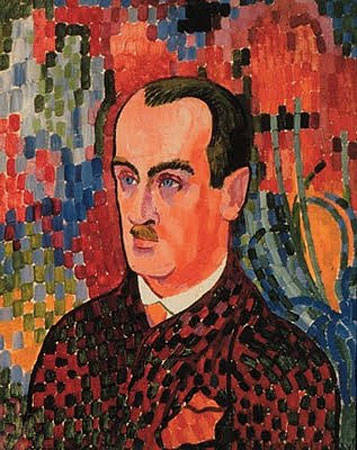
Wilhelm Uhde portréja, (1907)
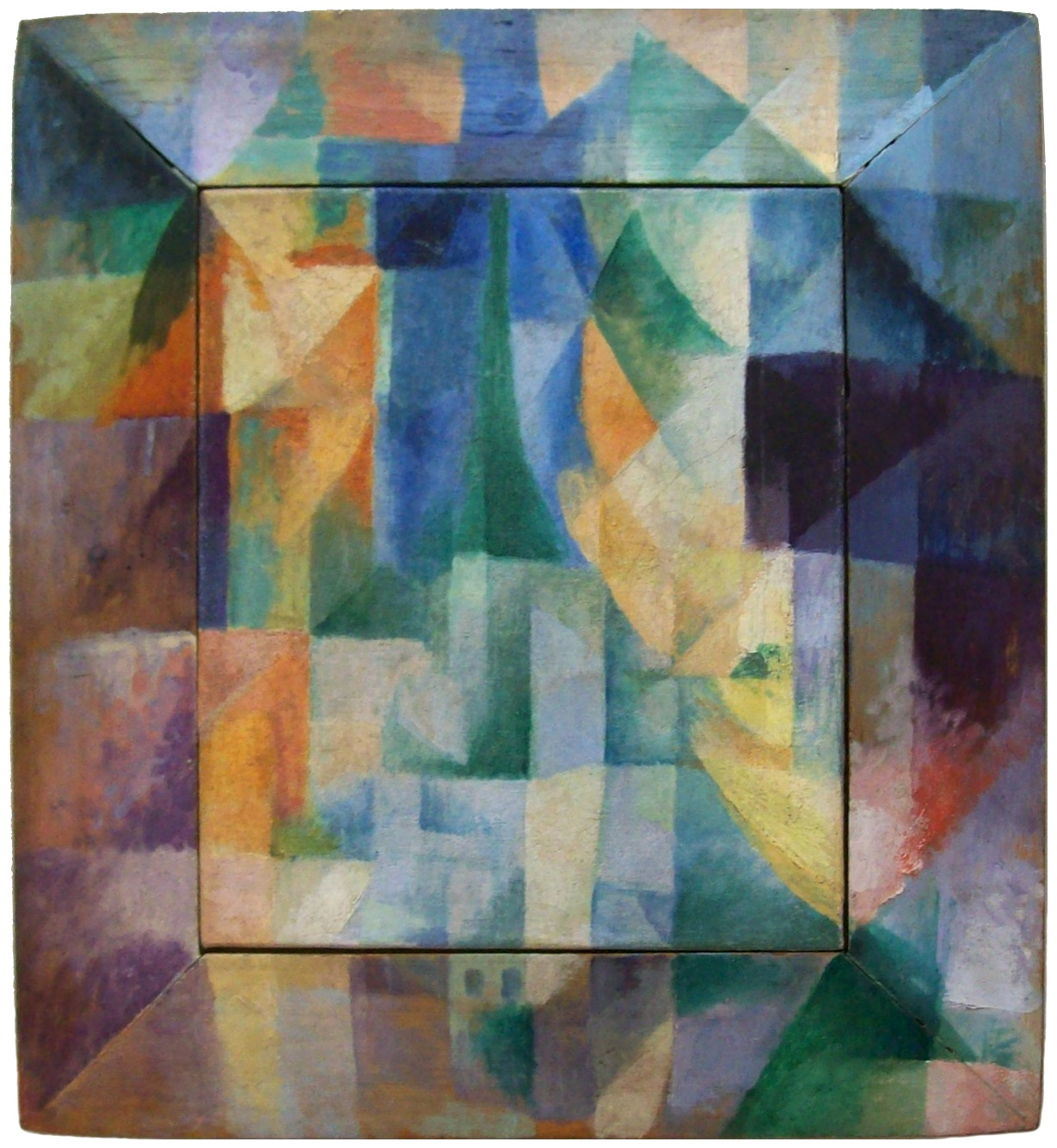
Szimultán ablak a városra, (1912)

Delaunay orfikus kubista. Az orfizmus fogalma akkor született meg, amikor Guillaume Apollinaire a berlini Der Sturm Galériában 1913. februári előadásában ezt a kifejezést először használta. Apollinaire, a Delaunay házaspár barátja poétikus értelmezést adott az általa megnevezett, a Delaunay-k által képviselt festői áramlatnak: Delaunay azt gondolta, hogy ha egy egyszerű szín valóban meghatározza saját komplementer színét, akkor azt nem a fény megtörésével, hanem a prizma minden színének együttes életre keltésével éri el. „Ezt az irányzatot orfizmusnak lehet nevezni.” Amilyen egyértelmű Apollinaire meghatározása, annyira meglepő, hogy milyen sok művészre terjeszti ki annak érvényességét. Ide tartozik Robert és Sonia Delaunay, Marcel Duchamp, Fernand Léger, Francis Picabia művészete, Vaszilij Kandinszkij, Franz Marc, sőt még a futuristák is. „Szeretem a fiatal festők munkáit, mert mindenekelőtt a fényt szeretem” – mondja Apollinaire. Valójában ez az új festészet egyszerre bukkant fel számos európai országban: Németországban, Olaszországban, de elsősorban Oroszországban és Franciaországban. Úgy tűnik, hogy ennek a „fényfestészet”-nek a születésénél többen bábáskodtak: Kupka, Larionov, Delaunay. Noha Kupka és Delaunay más-más úton jártak, mégis tudtak egymás kutatásairól. Az egymással rivalizáló két művész életműve 1913-ra kiteljesedik, de azután egészen eltérő módon bontakozik tovább. Kupka számára a miszticizmus jelent mind többet és többet, míg Delaunay festészetének hangsúlyosan színes és dekoratív jellegzetességeit fejleszti tovább.
Művein a deformáció – mint dinamikus kifejezési mód – a színek egy látványon belüli ritmikus váltakozásához kapcsolódott, amely töréseivel, zaklatott vonalaival az expresszív művészet legnépszerűbb modelljévé vált, és főként Németországban, egészen az 1920-as évek végéig nagy hatást gyakorolt a többi festőre.

## Híres alkotásai
- Jean Metinger portréja, (1905)
- Napkorong, (1905)
- Wilhelm Uhde portréja, (1907)
- Saint Sévérin 1, (1909) A dinamikus hatást a formák torzításával éri el. Ezek a képei Németországban már 1911-től ismertté váltak és hatottak a német expresszionizmusra, sőt még az 1920-as évek filmművészetére is.
- Saint Sévérin 3, (1909)
- Eiffel-torony I, (1910) 1910-ben fogott bele ebbe a sorozatba. Hogy fokozza a színek élénkségét, expresszionista módra széttördelte, majd megkomponálta a formát.
- Eiffel-torony II, (1910–1911)
- Eiffel-torony III, (1911)
- Ablakok a városra, (1910–1911)
- Városra nyíló ablak, (1910–1911)
- Szimultán ablak a városra, (1912)
- Párizs városa, (1912)

1912-től kezdve még jobban leegyszerűsítette a formákat, hogy a ritmust és a mozgást egyaránt a színnel fejezze ki. Képeit, amelyeken alig lehet kivenni az alakokat, kontrasztszínekkel megfestett áttetsző felületekből komponálta. 1912-ben eljutott a teljes absztrakcióig, képein színkontrasztokból összeállított korongok jelentek meg.

### 1912 – letisztult, egyszerű alkotások
- Lemez, első tárgytalan kép, (1912)
- Nap és Hold, szimultán 2, (1912–1913)
- Körkörös formák, (1912–1913)
- Portugál nő csendélettel, (1915)
- Futball I, (1917)
- Futball II, (1918)
- Körhinta, (1922)
- Futók, (1926)
- Relief, ritmus, (1933)
- Ritmusok, (1934)